# ياتشي (كوهستان)
یاتشي (بالفارسية: یایچی) هي قرية تقع في إيران في أذربيجان الشرقية. يقدر عدد سكانها بـ 1,114 نسمة .